# Szilveszter Csollány
Szilveszter Csollány (ur. 13 kwietnia 1970 w Sopronie, zm. 24 stycznia 2022 w Budapeszcie) – węgierski gimnastyk sportowy. Dwukrotny medalista olimpijski.

## Życiorys
Specjalizował się w ćwiczeniach na kółkach i międzynarodowe sukcesy odnosił tylko w tej konkurencji. Na igrzyskach olimpijskich w Barcelonie zajął szóste miejsce. Cztery lata później na igrzyskach w Atlancie zdobył srebrny medal, zaś w 2000 roku na igrzyskach w Sydney złoty. Był także wielokrotnym medalistą mistrzostw świata (złoto w 2002 roku, pięć razy srebro) oraz Europy (złoto w 1998 roku). W 2000 roku wybrano go sportowcem roku na Węgrzech.
Zmarł w 2022 roku w wieku 51 lat z powodu COVID-19 w okresie pandemii tej choroby.

## Starty olimpijskie (medale)
Atlanta 1996
- srebro – kółka

Sydney 2000
- złoto – kółka